# Petra Schier
Petra Schier (* 1978 in Groß-Gerau) ist eine deutsche Schriftstellerin.

## Leben
Schier studierte Geschichte und Literatur an der Fernuniversität Hagen und arbeitet seit 2003 als freie Autorin. Neben Kurzgeschichten und Einzelromanen veröffentlichte sie Hörbücher für Kinder sowie zwei historische Reihen; jedes Jahr veröffentlicht Schier zudem einen Weihnachtsroman (Liebesroman, für Erwachsene), in dem jeweils ein anderer Hund involviert ist, sowie seit 2016 Liebesromane in der Lichterhaven-Reihe, in denen ebenfalls jeweils ein anderer Hund vorkommt, der „gedanklich“ die Handlung miterlebt und kommentiert. Unter dem offenen Pseudonym „Mila Roth“ bringt sie verlagsunabhängig die Kurzromanreihe Spionin wider Willen heraus, einen regionalen Agententhriller um eine Hausfrau, sowie die Agententhriller-Serie Codename E.L.I.A.S., die in den USA spielt.
Sie lebt mit ihrem Mann und einem Deutschen Schäferhund in der Eifel.

## Mitgliedschaften
Seit 2007 ist Petra Schier Mitglied der Krimiautorengruppe „Das Syndikat“; Seit 2008 ist sie Mitglied bei DeLiA – Vereinigung deutschsprachiger Liebesroman-Autoren und -Autorinnen. Dort ist sie als Vorsitzende der Jurys des DELIA-Literaturpreises sowie des DELIA-Jugendliteraturpreises Beirätin des Vorstands.

## Veröffentlichungen (Auswahl)
- Das Haus in der Löwengasse, Rowohlt Taschenbuch, 2012, ISBN 978-3-499-25901-2, 352 S.
- Der Hexenschöffe, Rowohlt Taschenbuch, 2014, ISBN 978-3-499-26800-7, 512 S. (Historischer Roman, basierend auf dem 1676 veröffentlichten Buch „Hochnötige Unterthanige Wemütige Klage Der Frommen Unschültigen“ von Hermann Löher)[2]
- Flammen und Seide, Rowohlt Taschenbuch, 2018, ISBN 978-3-499-27355-1
- Die Wächterin von Köln, Historischer Roman, HarperCollins, 2024, ISBN 978-3-365-00829-4

### Adelina-Reihe
- Tod im Beginenhaus, Rowohlt Taschenbuch, 2005, ISBN 978-3-499-23947-2, 352 S.
- Mord im Dirnenhaus, Rowohlt Taschenbuch, 2007, ISBN 978-3-499-24329-5, 352 S.
- Verrat im Zunfthaus, Rowohlt Taschenbuch, 2008, ISBN 978-3-499-24649-4, 352 S.
- Frevel im Beinhaus, Rowohlt Taschenbuch, 2010, ISBN 978-3-499-25437-6, 352 S.
- Verschwörung im Zeughaus, Rowohlt Taschenbuch, 2013, ISBN 978-3-499-25922-7, 352 S.
- Vergeltung im Münzhaus, Rowohlt Taschenbuch, 2016, ISBN 978-3-499-26958-5, 512 S.

Die Adelina-Romane sind auch als ungekürzte Hörbücher erschienen.

### Aachen-Trilogie
- Die Stadt der Heiligen, Rowohlt Taschenbuch, 2009, ISBN 978-3-499-24862-7, 352 S.
- Der gläserne Schrein, Rowohlt Taschenbuch, 2010, ISBN 978-3-499-24861-0, 336 S.
- Das silberne Zeichen, Rowohlt Taschenbuch, 2011, ISBN 978-3-499-25486-4, 336 S.

Die Aachen-Trilogie ist auch als ungekürzte Hörbücher erschienen.

### Weihnachtsromane
- Ein Weihnachtshund auf Probe. Weihnachtsgeschichte für Jung und Alt, Rütten & Loening, 2007, ISBN 978-3-352-00752-1, 159 S.
- Ein Weihnachtsengel auf vier Pfoten. Ein modernes Weihnachtsmärchen Rütten & Loening, 2008, ISBN 978-3-352-00764-4, 139 S.
- Suche Weihnachtsmann – Biete Hund. Weihnachtsroman, Rütten & Loening, 2009, ISBN 978-3-352-00777-4, 125 S.
- Vier Pfoten unterm Weihnachtsbaum. Weihnachtsroman, Rütten & Loening, 2010, ISBN 978-3-352-00796-5, 140 S.
- Ein Weihnachtshund für alle Fälle. Weihnachtsroman, Rütten & Loening, 2011, ISBN 978-3-352-00819-1, 153 S.
- Der himmlische Weihnachtshund. Weihnachtsroman, Rütten & Loening, 2012, ISBN 978-3-352-00849-8, 153 S.
- Vier Pfoten und das Weihnachtsglück. Weihnachtsroman, Rütten & Loening, 2013, ISBN 978-3-352-00871-9, 176 S.
- Kleines Hundeherz sucht großes Glück, MIRA Taschenbuch, Hamburg 2015, ISBN 978-3-95649-242-6.
- Vier Pfoten retten Weihnachten, Weltbild, 2016, ISBN 978-3-95973-157-7.
- Weihnachtsglück und Hundezauber, MIRA Taschenbuch, Hamburg 2016, ISBN 978-3-95576-697-9.
- Kleiner Streuner – große Liebe, MIRA Taschenbuch, Hamburg 2017, ISBN 978-3-95649-751-3.
- Vier Pfoten für ein Weihnachtswunder, MIRA Taschenbuch, Hamburg 2018, ISBN 978-3-95649-835-0.
- Ein Weihnachtshund auf Glücksmission, Weltbild, 2018, ISBN 978-3-95973-686-2.
- Stille Nacht, flauschige Nacht, MIRA Taschenbuch, Hamburg 2019, ISBN 978-3-7457-0038-1.
- Körbchen unterm Mistelzweig, HarperCollins, 2020, ISBN 978-3-95967-535-2.
- Plätzchen gesucht – Liebe gefunden, HarperCollins, 2021, ISBN 978-3-7499-0153-1.

Die Weihnachtsromane erscheinen jeweils auch als Audiobuch.

### Kreuz-Trilogie (1348–62)
- Die Eifelgräfin, Rowohlt Taschenbuch, 10/2009, ISBN 978-3-499-24956-3.
- Die Gewürzhändlerin, Rowohlt Taschenbuch, 12/2011, ISBN 978-3-499-25628-8.
- Die Bastardtochter, Rowohlt Taschenbuch, 9/2015, ISBN 978-3-499-26801-4.

### Lichterhaven-Reihe
- Körbchen mit Meerblick, MIRA Taschenbuch, Hamburg 2016, ISBN 978-3-95649-576-2.
- Auf den Wellen des Glücks, MIRA Taschenbuch (nur E-Book), Hamburg 2017, ISBN 978-3-95576-786-0.
- Vier Pfoten am Strand, MIRA Taschenbuch, Hamburg 2018, ISBN 978-3-95649-793-3.
- Strandkörbchen und Wellenfunkeln, MIRA Taschenbuch, Hamburg 2019, ISBN 978-3-7457-0005-3.
- Hundeherz und Liebesglück, Mira Taschenbuch (nur E-Book), Hamburg 2019, ISBN 978-3-95576-995-6.
- Die Liebe gibt Pfötchen, HarperCollins, Hamburg 2020, ISBN 978-3-95967-412-6.
- Vier Pfoten im Sommerwind, HarperCollins, Hamburg 2021, ISBN 978-3-7499-0004-6.
- Nur eine Fellnase vom Glück entfernt, HarperCollins, Hamburg 2022, ISBN 978-3-7499-0384-9.

Die Lichterhaven-Romane erscheinen seit 2020 auch als Audiobuch.

### Lombarden-Reihe
- Das Gold des Lombarden, Rowohlt Taschenbuch, 2017, ISBN 978-3-499-27088-8, 448 S.
- Der Ring des Lombarden, Rowohlt Taschenbuch, 2020, ISBN 978-3-499-27502-9, 384 S.
- Die Rache des Lombarden, Rowohlt Taschenbuch, 2021, ISBN 978-3-499-27500-5, 432 S.

Die Romane der Lombarden-Reihe erscheinen jeweils auch als Audiobuch.

### Pilger Reihe
- Das Kreuz des Pilgers, HarperCollins, 2021, ISBN 978-3-7499-0158-6.
- Das Geheimnis des Pilgers, HarperCollins, 2022, ISBN 978-3-7499-0381-8
- Die Liebe des Pilgers, HarperCollins, 2023, ISBN 978-3-3650-0299-5

## Veröffentlichungen als Mila Roth

### Codename E.L.I.A.S.
Diese Serie wird verlagsunabhängig als E-Book und gedruckt über BoD herausgebracht.

#### Staffel 1
- Codename E.L.I.A.S. – Kaltgestellt, BoD Norderstedt, 05/2015, ISBN 978-3-7347-8510-8.
- Codename E.L.I.A.S. – Spur aus dem Nichts, BoD Norderstedt, 04/2017, ISBN 978-3-7431-5339-4.
- Codename E.L.I.A.S. – Doppelschlag, BoD Norderstedt, 11/2017, ISBN 978-3-7448-8995-7.

### Spionin wider Willen
Diese Serie, die die Autorin selbst als „Vorabendserie in Buchform“ bezeichnet, wird verlagsunabhängig als E-Book und gedruckt über BoD bzw. Bookwire herausgebracht.

#### Staffel 1
- Spionin wider Willen, BoD Norderstedt, 06/2012, ISBN 978-1-4775-6052-5, 172 S.
- Von Flöhen und Mäusen, BoD Norderstedt, 08/2012, ISBN 978-1-4782-7342-4, 172 S.
- Freifahrtschein, BoD Norderstedt, 11/2012, ISBN 978-1-4810-0871-6, 172 S.
- Operation Maulwurf, BoD Norderstedt, 05/2013, ISBN 978-1-4849-3868-3, 172 S.
- Katzenfische, BoD Norderstedt, 10/2013, ISBN 978-1-4921-0317-2, 172 S.
- Sport und Mord gesellt sich gern, BoD Norderstedt, 04/2014, ISBN 978-1-4975-1672-4, 172 S.
- ... dein Freund und Mörder, BoD Norderstedt, 09/2014, ISBN 978-1-5008-5966-4, 172 S.
- O du fröhliche, o du tödliche, BoD Norderstedt, 12/2014, ISBN 978-3-7347-3002-3, 196 S.
- Scharade mal drei, BoD Norderstedt, 10/2015, ISBN 978-3-7519-2267-8, 202 S.
- Ein Kinderspiel, BoD Norderstedt, 10/2017, ISBN 978-3-7519-3645-3, 196 S.
- Man trifft sich stets zweimal (Teil 1), BoD Norderstedt, 01/2018, ISBN 978-3-7519-5225-5, 196 S.
- Man trifft sich stets zweimal (Teil 2), BoD Norderstedt, 03/2018, ISBN 978-3-7519-5225-5, 196 S.

#### Staffel 2
- Stille Wasser sind auch nass, BoD Norderstedt, 09/2021, ISBN 978-3-7519-9601-3, 186 S.
- Inseln weinen nicht, BoD Norderstedt, 11/2021, ISBN 978-3-96711-048-7, 178 S.

Die Titel der Spionin wider Willen-Serie erscheinen inzwischen auch als ungekürzte Hörbücher.